# Crisis humanitaria en Camboya
La Crisis humanitaria en Camboya (1969 – 1993) consistió en una serie de sucesos relacionados entre sí que acabaron en la muerte, el desplazamiento o el reasentamiento en el extranjero de alrededor de millones de camboyanos. 
La crisis tuvo diferentes etapas. La primera se produjo durante la guerra civil camboyana (1970-1975) entre el gobierno de Lon Nol y los comunistas de los Jemeres rojos. Esta etapa estuvo marcada, de un lado, por el bombardeo masivo de Estados Unidos a los Jemeres Rojos desde 1969 hasta 1973 y, de otro, por la profanación de santuarios y los ataques a las bases de Camboya del Ejército de Vietnam del Norte como parte de su estrategia para ganar la guerra de Vietnam. La segunda etapa transcurrió, desde 1975 hasta 1979, durante el gobierno de los Jemeres Rojos, quienes asesinaron o dejaron morir de hambre alrededor de un cuarto de los 8 millones de camboyanos durante el genocidio camboyano. 
En 1979, Vietnam invadió Camboya, derrotó a los Jemeres Rojos y puso en el poder un nuevo gobierno camboyano, que se perpetuó durante los siguientes 12 años y al que se enfrentaron los Jemeres Rojos y otros grupos afines. El caos que extendió durante 1979 y 1980 provocó que cientos de miles de camboyanos huyeran por la frontera con Tailandia de la violencia y la hambruna que amenazaba a Camboya. Las organizaciones internacionales afrontaron la crisis con el “puente terrestre”, una de las mayores ayudas humanitarias de la historia. 
Desde 1981 hasta 1991, continuó la guerra de guerrillas contra los vietnamitas y el gobierno camboyano y cientos de miles de camboyanos permanecieron en los campos de refugiados de Tailandia o en los de la frontera con esta. Además, ee reubicó en el extranjero alrededor de 260 000 refugiados, más de la mitad de estos en Estados Unidos. La última fase de la crisis humanitaria en Camboya se resolvió entre 1991 y 1993. Vietnam se retiró del país, Naciones Unidas impulsó la celebración de elecciones y se repatriaron 360 000 camboyanos, lo cual provocó el cierre de los campos de refugiados.

## La guerra civil y el bombardeo estadounidense
En 1969, Estados Unidos inició un bombardeo masivo de los santuarios y bases militares norvietnamitas sobre todo al este de Camboya. Acto seguido, se atacaron posiciones de los Jemeres Rojos, que habían aumentado su influencia como fuerza guerrillera indígena para desafiar al gobierno local. El impacto y la relación de ambas maniobras con el crecimiento de los Jemeres Rojos ha sido un tema de disputa por los historiadores. El 18 de marzo de 1970, Lol Nol derrocó al príncipe Norodom Sihanouk e inició una infructuosa campaña para expulsar a los soldados norvietnamitas y cortar su línea de suministro. En respuesta a esto, las Fuerzas Armadas de la República Democrática de Vietnam invadieron los santuarios y capturaron territorio adicional de Camboya, que se entregó a los Jemeres Rojos. Al mismo tiempo, las tropas de Estados Unidos y Vietnam del Sur iniciaron la invasión de Camboya con el objetivo de expulsar a las tropas de Vietnam del Norte de los santuarios. 
Las repercusiones humanitarias del bombardeo estadounidense fueron amplias. Parece probable que Estados Unidos lanzara un tonelaje de bombas sobre Camboya muy similar a todo el empleado durante la Segunda Guerra Mundial. Se estima que las muertes de militares y civiles camboyanos resultantes del bombardeo entre 1969 y 1973 oscilan desde 40 000 hasta 150 000.
El impacto de los Jemeres Rojos sobre la población rural fue significativo. Las tácticas de los guerrilleros eran el miedo, la violencia y la fuerza. La Guerra Civil forzó a muchos camboyanos del campo a huir a las ciudades por razones de seguridad. La población de Nom Pen aumentó de 600.000 habitantes a más de 2 millones. Los Jemeres Rojos cortaron el reabastecimiento de la ciudad por tierra y mar y, para cuando el gobierno se rindió el 17 de abril de 1975, muchos de los camboyanos estaban hambrientos. Durante la Guerra Civil, se produjeron entre 200.000 y 300.000 muertes por todo tipo de causas.

## Las leyes de los Jemeres Rojos
La primera medida del gobierno de los Jemeres Rojos tras su llegada al poder en Nom Pen fue ordenar a la población que abandonara las ciudades de Camboya. “Los comunistas, a punta de pistola, obligaron a un tercio de la mitad de la población a caminar por el campo con temperaturas tropicales y las lluvias monzónicas sin provisión de alimentos, agua, refugio, seguridad física o atención médica”.
A los habitantes urbanos que sobrevivieron se les obligó a crear nuevos asentamientos en la selva. Al mismo tiempo, se ajustició a los funcionarios públicos y a los soldados del gobierno de Lon Nol. El número de víctimas causado por las ejecuciones, el hambre y las enfermedades durante los casi cuatro años del gobierno de los Jemeres rojos, se estima entre una y tres millones de personas.

## La hambruna y la invasión vietnamita
El 25 de diciembre de 1978 Vietnam invadió Camboya y rápidamente se quedó a cargo de gran parte del continente. Se estableció un gobierno pro vietnamita para gobernar el país, al que llamaron República Popular de Kampuchea. El nuevo gobierno asesinó o ejecutó a decenas de miles de camboyanos durante la invasión. Los remanentes de los Jemeres Rojos se retiraron a los Montes Cardamomos, cerca de la frontera con Tailandia, mientras que en el oeste de Camboya surgieron otros movimientos de resistencia. 
Durante el gobierno de los Jemeres Rojos solo unos pocos miles de camboyanos lograron escapar de Camboya y refugiarse en Tailandia. Con la invasión vietnamita, se abrieron las fronteras con dicho país y numerosos camboyanos intentaron cruzar . En junio de 1979, el gobierno tailandés obligó a más de 40 000 refugiados a regresar a Camboya junto al templo Preah Vihear. Por encima de 3 000 camboyanos murieron intentando atravesar un campo de minas. El incidente de Preah Vihear estimuló a la comunidad humanitaria internacional para socorrer a los camboyanos que, a menudo, llegaban a la frontera tailandesa con máximos niveles de desnutricuión.
A finales de 1979, la ofensiva vietnamita contra los Jemeres Rojos y otros grupos opositores además de una hambruna generalizada por toda Camboya habían obligado a 750 000 personas, muchas de ellas combatientes, a cruzar la frontera tailandesa. La mayoría no obtuvo el permiso para entrar en su destino y permaneció en campamentos improvisados a lo largo de la frontera, aunque más de 100 000 de los combatientes sí que llegaron al centro de detención de Khao-I-Dang, en territorio tailandés. Muchos de los recién llegados se encontraban desnutridos o muertos de hambre.

## El puente terrestre
En 1979, la producción camboyana de arroz se vio interrumpida como consecuencia de las luchas entre las fuerzas vietnamitas y las antivietnamitas, lo cual dio lugar, un año más tarde a una hambruna generalizada por todo el país. Varias agencias de ayuda estimaron que hasta 2,5 millones de camboyanos se encontraban en riesgo de muerte por inanición. En Phnom Penh, el gobierno pro vietnamita exigió que toda la ayuda humanitaria se canalizara a través de él, y algunas agencias de la ONU y demás organizaciones intentaron cooperar con el gobierno. Sin embargo, surgieron informes de “problemas de entrega y distribución”.
El “puente terrestre”, concebido por el trabajador humanitario Robert Patrick Ashe, fue una medida de socorro para sortear el control del gobierno de Phnom Penh. Diversas organizaciones humanitarias y agencias internacionales compraron arroz y otras semillas para el campo de refugiados de Nong Chan, en la frontera de Camboya con Tailandia. El arroz se distribuía entre la gente que esperaba en la frontera. “Un gran número de camboyanos con carros de bueyes y bicicletas […] llegaban a la frontera todos los días” y se les daban sacos para su consumo
El puente terrestre fue una “táctica importante y satisfactoria” ya que, junto con otras operaciones de ayuda, distribuyó alrededor de 150 000 toneladas de arroz, alimentos y semillas a los camboyanos desde diciembre de 1979 a septiembre de 1980.
Mientras que el puente terrestre fue un éxito para ayudar a evitar lo que parecía ser una hambruna inminente en Camboya, entre las agencias de ayuda fue polémico. Algunas de ellas favorecieron la cooperación con el gobierno en Phnom Penh y lo acusaron de favorecer la creación de un mercado negro de alimentos y de asistir a las fuerzas contrarias al gobierno, incluidos los Jemeres Rojos. El impacto del puente terrestre no puede medirse completamente ya que no había ningún método de monitorear el uso final de los alimentos que distribuía.

## Reasentamiento y creación de campos de refugiados
Los campos fronterizos variaron de tamaño en la década de los 80 en función de la intensidad de la guerra dentro del territorio camboyano. Los combatientes se refugiaban en los campos fronterizos, al mismo tiempo que estos recibían frecuentes bombardeos de las fuerzas gubernamentales vietnamitas y camboyanas. Mientras tanto, en Khao-I-Dang y otros campos de refugiados situados a pocos kilómetros dentro de Tailandia, los camboyanos supervivientes de los Jemeres Rojos, que eran en su mayoría de clase media urbana, esperaban ser reasentados en el extranjero. El campo de Khao-I-Dang alcanzó en marzo de 1980 un total de 160 000 residentes (llegando al máximo de su capacidad), pero a causa de los reasentamientos, las repatriaciones (a veces involuntarias) y el traspaso a otros campos, el número de sus ocupantes descendió a 40 000 en diciembre de 1982, y adquirió el estatus de ‘’campo de refugiados con servicios más completo del mundo’’. A su vez, el Campo de Refugiados del Sitio Dos contaba con una población de 160.000 habitantes en 1987. Ambos campos registraron enfrentamientos entre facciones políticas, violencia, violaciones, depresión e inactividad, por lo cual el gobierno de Tailandia denegó el acceso a los mismos;  sin embargo, los camboyanos se saltaban la medida con el contrabando o los sobornos.
Muchos de los camboyanos permanecieron durante años en los campos de refugiados tailandeses o fronterizos vivían con el temor de regresar a su país, y con el deseo de ser reasentados lejos. Más tarde, entre los años 1975 y 1997, se reubicó a un total de 260 000 refugiados, mayoritariamente en Estados Unidos (153 000) y Francia (53 000).

## Repatriación
En octubre de 1991, se firmó un amplio acuerdo de paz entre las partes contendientes de Camboya, en el cual se pedía la retirada de las fuerzas militares vietnamitas y la creación de la Autoridad Provisional de las Naciones Unidas en Camboya (APRONUC, en inglés UNTAC) con el fin de garantizar el cumplimiento del cese del fuego, convocar elecciones para la creación de un nuevo gobierno camboyano y repatriar a los compatriotas que todavía permanezcan en los campos de refugiados en Tailandia o su frontera.
ACNUR supervisó el esfuerzo de repatriación que tuvo como resultado el regreso de 360 000 camboyanos y la clausura de campos como el de Khao-I-Dang, entre otros. El resto de la población fue trasladada al campo Sitio Dos, que cerró sus puertas a mediados de 1993, tras la repatriación de sus ocupantes a Camboya.
Tras las elecciones de mayo de 1993, se nombró un Gobierno Camboyano Independiente, y se disolvió la APRONUC. Un considerable número de trabajadores de Naciones Unidas y otras asociaciones humanitarias permanecieron en el país para promover los derechos humanos y la democracia, así como el apoyo a la reconstrucción y el desarrollo económico.